# ساری‌باش
ساری‌باش (به لاتین: Sarıbaş) یک منطقه مسکونی در جمهوری آذربایجان است که در شهرستان قاخ واقع شده است. ساری‌باش ۱۶۶ نفر جمعیت دارد.